# Kalle Anka i urskogen
Kalle Anka i urskogen (engelska: Frank Duck Brings 'Em Back Alive) är en amerikansk animerad kortfilm med Kalle Anka och Långben från 1946.

## Handling
Kalle Anka försöker fånga djungelmannen Långben som svingar sig fram i lianer; något som visar sig inte vara särskilt enkelt.

## Om filmen
Filmen hade svensk premiär den 1 september 1947 och visades på biografen Spegeln i Stockholm.
Filmen har haft flera svenska titlar genom åren. Vid biopremiären 1947 gick den under titeln Kalle Anka i urskogen. Alternativa titlar till filmen är Långben som Tarzan och Frank Anka får hem dem levande.

## Rollista
- Clarence Nash – Kalle Anka
- Pinto Colvig – Långben[7]